# بخش لیبرتادور خنرال سن مارتین (سان لوئیس)
بخش لیبرتادور خنرال سن مارتین (به اسپانیایی: Departamento Libertador General San Martín) یک منطقهٔ مسکونی در آرژانتین است که در استان سان لوئیس واقع شده‌است. بخش لیبرتادور خنرال سن مارتین ۳٬۰۲۱ کیلومتر مربع مساحت و ۵٬۱۸۹ نفر جمعیت دارد.